# University of Baltimore
Baltimorská univerzita (anglicky University of Baltimore) sídlící ve městě Baltimore ve státě Maryland je hlavní složkou Marylandského univerzitního systému. Vznikla v roce 1925. Nejvyšší reputaci ve srovnání s ostatními americkými vysokými školami dosahují především ekonomické programy, a vzhledem k blízkosti hlavního města také politologické obory.

## Fakulty
Baltimorská univerzita nabízí 127 bakalářských a 112 navazujících programů administrovaných třinácti různými fakultami:
- Robert G. Merrick School of Business
- School of Law
- Yale Gordon College of Arts and Sciences
- College of Public Affairs

## Kampus
Univerzita se rozléhá na více než 200 metrech čtverečních ve městě Baltimore. Většina kampusu leží nalevo od Charles Street (při cestě z Baltimoru do Towson). Napravo od Charles Street se School of Law a nádraží "Baltimore Penn Station".

## Významné osobnosti
- Spiro Theodore Agnew - 39. viceprezident USA
- Peter Angelos
- Bob Parsons
- Tom Condon
- Stan White
- Pete Caringi
- Curt Anderson
- Dale Anderson
- John S. Arnick
- Carville Benson
- generál H. Steven Blum
- William P. Bolton
- James W. Campbell
- J. Joseph Curran, Jr.
- Carl Wilkens
- Catherine Curran O'Malley
- Terry R. Gilleland, Jr.
- J. B. Jennings
- Sheryl Davis Kohl
- Pat McDonough
- Richard Meehan
- C. Edward Middlebrooks
- Donald E. Murphy
- Bishop Robinson
- Dutch Ruppersberger
- William Donald Schaefer
- John F. Slade III
- Frederic N. Smalkin
- Frank Kratovil
- Jeffrey Kluger
- Red Holzman
- Isaiah Wilson
- Howard "Chip" Silverman